# Janam TV
Janam TV — индийский новостной и развлекательный канал, вещающий на языке малаялам, запущенный 19 апреля 2015 года.

## История
В 2012 году группа учредителей, состоящая из индийских бизнесменов и бизнесменов-нерезидентов Индии, подала заявку на получение разрешения на запуск телеканала Janam TV. Министерство информации и телерадиовещания (ИиТ) откладывало получение разрешения на запуск в течение двух лет. По словам исполнительного директора Раджеша Пиллая, канал был закрыт из-за связей группы учредителей с Раштрия сваямсевак сангх и Бхаратия джаната парти, что сам Пиллаи отрицал.
В 2014 году правящее правительство Объединенного прогрессивного альянса было отстранено от власти, и новое правительство сформировал Национальный демократический альянс во главе с партией Бхаратия джаната. Министр внутренних и внутренних дел Пракаш Джавадекар взялся за выдачу разрешения на вещание канала. Министерство внутренних дел предоставило Министерству ИиТ отчет, в котором признавались связи, но отвергались любые опасения по поводу неприятностей с компанией или ее группой учредителей.
Сообщалось, что Бхаратия джаната парти пыталась привлечь для компании уставной капитал в размере ₹50 крор (эквивалент ₹68 крор или 8,5 млн долларов США в 2020 году). Janam Multimedia Limited стала компанией, которая будет управлять каналом, а председателем совета директоров был назначен кинорежиссер Приядаршан. В феврале 2015 года дипломированный бухгалтер из Объединенных Арабских Эмиратов и директор предполагаемого канала У. С. Кришнакумар сделал заявление о том, что капитал был собран, а Приядаршан отрицал, что компания имеет какую-либо политическую поддержку, заявив при этом, что канал принадлежит 5 000 акционеров, которые вложили инвестиции в компанию. Канал вышел в эфир с 19 апреля 2015 года и был поддержан президентом штата Керала от Бхаратия джаната парти.

## Контент
Среди заметных событий, освещаемых в новостях, канал продвигал идею о том, что дело Хадии было результатом Любовного джихада, теории заговора, разработанной сторонниками Хиндутвы. Во время протестов по поводу дела об изнасиловании в Уннао и дела об изнасиловании в Катхуа канал непрерывно освещал "мистифицированный хартал" в Керале, который изображал насильственный хартал (в переводе - всеобщая забастовка) мусульманских организаций.

### Сабаримала
Канал занял жесткую позицию против допуска женщин в Сабарималу. Он вел непрерывную передачу о развитии событий вокруг спора в храме Сабаримала, утверждая, что только он показывает "правду" о событиях. Его репортажи представляли альтернативную реальность о событиях на месте храма. В одном из своих репортажей газета сообщила, что женщины входят в храм с окровавленными гигиеническими салфетками и пытаются бросить их в идола. Эта ложь была подхвачена рядом других веб-сайтов и в конечном итоге была названа тогдашним министром ИиТ Смрити Ирани осквернением священного места.
Согласно данным о телевизионных рейтинговых пунктах Broadcast Audience Research Council (BARC), канал стал вторым по популярности новостным каналом в штате в период с 3 по 9 ноября 2018 года. Рост рейтингов канала высоко оценил официальный журнал Раштрия сваямсевак сангх "Organiser", который опубликовал статью, в которой говорилось, что Janam TV принесет электоральную выгоду Бхаратия джаната парти на предстоящих выборах в Керале и что это сигнализирует о растущем признании хиндутвы в штате. По мнению бывшего представителя и критика СМИ Себастьяна Пола, популярность была временным явлением, а сами данные были сомнительными из-за методологии, использованной BARC.
В 2020 году BARC стала главным фигурантом дела о манипулировании рейтингами. В этот период произошла утечка разговоров генерального директора в WhatsApp, из которых стало известно, что он обсуждал рейтинги телеканала Janam TV со своим главным операционным директором во время спора о Сабаримале. Генеральный директор в разговоре также утверждал, что офис премьер-министра принял к сведению рост популярности.

## Внешние ссылки
- Официальный веб-сайт